# Esteve de Grandmont
Esteve de Muret, de Grandmont o de Tièrn (Tièrn, Alvèrnia, 1046 - Muret, 8 de febrer de 1124) fou un religiós occità, inspirador (habitualment se'n considera fundador) de l'orde monàstic de Grandmont. És venerat com a sant per l'Església catòlica.

## Biografia
La vida d'Esteve de Tièrn (Thiers) es basa en poques fonts i abunda en llacunes. Segons aquestes fonts, va néixer a Tièrn com a fill del vescomte Esteve II; als dotze anys acompanyà el seu pare a Itàlia, on visitarien Bari per veure les relíquies de Sant Nicolau de Mira. Esteve es posà malalt i el seu pare el va haver de deixar amb el bisbe Miló de Benevento, que se'n feu càrrec i l'educà. Després de dotze anys més, Esteve va retirar-se a Calàbria i, corprès per l'exemple d'uns eremites, va voler imitar-los. Va tornar abans a Occitània per acomiadar-se dels seus pares, ja que havia decidit de fer vida religios; no obstant això, en arribar va trobar que els seus pares eren morts i va tornar a Itàlia.
Miló també havia mort i s'establí a Roma, on va estudiar les regles monàstiques existents i, després de ser-hi quatre anys, va obtenir una butlla del papa Gregori VII per fundar un orde religiós on els membres fessin una vida similar a la dels eremites de Calàbria. En tornar a la seva terra, s'establí a prop de Muret en 1076, per viure-hi en solitud, fent una vida de gran austeritat: dormia en una cavitat excavada a terra, com una tomba, vestia una cuirassa de ferro sobre la pell nua, anava amb hàbit de sac aspre i només menjava pa i aigua. Pregava contínuament salms i l'ofici de la Santíssima Trinitat, de la qual era molt devot. Atenia també els visitants que hi acudien per demanar-li consell espiritual.
De mica en mica, s'hi anaren agrupant deixebles atrets per aquell tipus de vida i així, el 1073 i amb l'aprovació de Gregori VII, va crear una congregació d'eremites a l'eremitori de Muret. Cap al final de la seva vida, va rebre la visita de dos cardenals que amb el temps serien el papa Innocenci II i l'antipapa Anaclet II. Morí a l'eremitori el 8 de febrer de 1124.
Va inaugurar un eremitisme basat en la pregària, el refús de la riquesa i els béns materials i del treball manual, en contrast amb les normes de l'Orde de Sant Benet.

### Problemes cronològics i historicitat
La història tradicional de Sant Esteve de Muret presenta greus problemes cronològics que li resten credibilitat. Les fonts principals són: 
- els Pensaments, recollits pel deixeble Hug de Lacerta († 1157);
- la Regla de Grandmont, escrita pel quart prior de l'abadia, Esteve de Liciac (1139-63);
- la Vita Stephani Grandimontensis, escrita també per Esteve de Liciac i eniquida en 1190 pel setè prior, amb llegendes de miracles i fets llegendaris.

La història és inversemblant: la visita del pare del sant a Itàlia es fa per fer un pelegrinatge al santuari de Sant Nicolau a Bari, però les relíquies del sant no arriben a aquesta ciutat fins anys després, el 1087. Tampoc Miló no era llavors bisbe de Benevento ni va existir la butlla de Gregori VII.
La veritat és que no sabem res de la vida d'Esteve de Thiers. No obstant això, hi ha detalls, com l'existència real de Miló (bisbe entre 1074 i 1075) o l'absència de fets miraculosos, fan pensar que es pot tractar d'un personatge realment existent, encara que la seva vida es reelaborés posteriorment. La vida conservada sembla poder-se datar a mitjan segle xii i revisada posteriorment.
Possiblement, Esteve no fes més que fundar (o inspirar, ja que de fet, l'orde es va establir un cop mort Esteve, a partir del seu mestratge) l'Orde de Grandmont i donar exemple, amb la seva vida austera, als seus deixebles; amb el temps, ells mateixos tindrien la necessitat de completar la vida amb detalls històrics no gaire rigorosos.

## Veneració
Va ser canonitzat en 1189 per Climent III, fixant-se la festivitat litúrgica el 8 de febrer. Les seves restes eren a l'Abadia de Grandmont; avui el seu cap es conserva a la parròquia de Saint-Sylvestre, al cantó de Laurière (Haute Vienne), i el reliquiari amb les altres restes, provinent de l'abadia, i la seva dalmàtica són a l'església d'Ambazac.

## L'Orde de Grandmont
Només després de la mort d'Esteve l'eremitori va ser traslladat a Grandmont, prop de Muret; allí, els seus deixebles es reuniren i formaren una comunitat que va donar origen a l'Orde de Grandmont.